# جوردن ولفسون
جوردن ولفسون (بالإنجليزية: Jordan Wolfson)‏ هو فنان أمريكي، ولد في 1980 في نيويورك في الولايات المتحدة.